# Tổng tuyển cử Nhật Bản 2024
Tổng tuyển cử Chúng Nghị viện lần thứ 50 (第50回衆議院議員総選挙 (Đệ 50 hồi Chúng Nghị viện Nghị viên Tổng tuyển cử) dai-gojūkai Shūgiin giin sōsenkyo) hoặc Tổng tuyển cử Nhật Bản 2024 là một cuộc bầu cử được tổ chức vào ngày 27 tháng 10 năm 2024 ở Nhật Bản, theo quy định của Hiến pháp Nhật Bản.
Quyết định tổng tuyển cử do Thủ tướng Ishiba Shigeru yêu cầu giải tán Chúng Nghị viện sớm vào ngày 9 tháng 10 năm 2024. Việc bỏ phiếu sẽ diễn ra ở tất cả các khu vực bầu cử của Chúng Nghị viện bao gồm cả các khối tỷ lệ, để bổ nhiệm các Thành viên của Quốc hội vào các ghế trong Chúng Nghị viện, hạ viện của Quốc hội Nhật Bản. Do nội các phải từ chức sau cuộc tổng tuyển cử Chúng Nghị viện trong phiên họp Quốc hội đầu tiên sau bầu cử (Hiến pháp, Điều 70), cuộc bầu cử Chúng Nghị viện viện cũng sẽ dẫn đến một cuộc bầu cử Thủ tướng mới trong Quốc hội và việc bổ nhiệm nội các mới (ngay cả khi các bộ trưởng đó được bổ nhiệm lại).

## Tổng quan
Vào ngày 30 tháng 9 năm 2024, Ishiba Shigeru, người trở thành Chủ tịch Đảng Dân chủ Tự do vào ngày 27 tháng 9, đã chính thức tuyên bố rằng ông sẽ kêu gọi một cuộc bầu cử sớm được tổ chức vào ngày 27 tháng 10, một năm trước khi hết nhiệm kỳ hiện tại, để tìm kiếm niềm tin từ người dân. Sau khi ông nhậm chức vào ngày 1 tháng 10, Chúng Nghị viện dự kiến sẽ giải tán vào ngày 9 tháng 10, cuộc bầu cử sẽ được công bố vào ngày 15 và cuộc bỏ phiếu sẽ diễn ra vào ngày 27.
Cuộc bầu cử được tổ chức sau khi thay thế các lãnh đạo đảng lớn. Đảng Dân chủ Tự do đã bầu cựu Bộ trưởng Quốc phòng Ishiba Shigeru vào ngày 27 tháng 9 để thay thế Thủ tướng sắp mãn nhiệm Kishida Fumio, Đảng Dân chủ Lập hiến đã bầu cựu Thủ tướng Noda Yoshihiko làm lãnh đạo của họ vào ngày 23 tháng 9, Baba Nobuyuki nắm quyền lãnh đạo Nippon Ishin no Kai vào ngày 30 tháng 11 năm 2021, Ishii Keiichi được bầu làm lãnh đạo Đảng Công minh vào ngày 28 tháng 9 và Tamura Tomoko trở thành lãnh đạo Đảng Cộng sản Nhật Bản vào ngày 18 tháng 1 năm 2024. Đây là lần đầu tiên kể từ năm 2012, cả ba đảng lãnh đạo tham gia Quốc hội đều đã có ban lãnh đạo mới bước vào cuộc bầu cử tiếp theo.
Cuộc bầu cử định kỳ vào Chúng Nghị viện, cơ quan khác của cơ quan lập pháp quốc gia không thể giải tán và do đó có nhiệm kỳ cố định, sẽ diễn ra vào năm 2025; nhưng cũng vào ngày 27 tháng 10, một cuộc bầu cử bổ sung vào Chúng Nghị viện sẽ được tổ chức tại Iwate. Ở cấp tỉnh, cuộc bầu cử thống đốc ở Toyama và Okayama đã được ấn định vào ngày 27 tháng 10.

## Phân chia lại khu vực bầu cử
Đây là cuộc tổng tuyển cử đầu tiên kể từ khi số lượng khu vực bầu cử một ghế tăng thêm 10 và giảm 10 dựa trên Đạo luật Bầu cử Công chức sửa đổi được ban hành vào năm 2022.

### Các ghế mới
Mười khu vực bầu cử mới và ba ghế khối mớợ c thành lập.
1. Khu 26 Tōkyō
2. Khu 27 Tōkyō
3. Khu 28 Tōkyō
4. Khu 29 Tōkyō
5. Khu 30 Tōkyō
6. Khu 19 Kanagawa
7. Khu 20 Kanagawa
8. Khu 16 Saitama
9. Khu 16 Aichi
10. Khu 14 Chiba
11. Khối 18 Tōkyō
12. Khối 19 Tōkyō
13. Khối 23 Minami-Kantō

### Các ghế loại bỏ
Mười khu vực bầu cử và ba ghế khối bị loại bỏ.
1. Khu 7 Hiroshima
2. Khu 6 Miyagi
3. Khu 6 Niigata
4. Khu 5 Fukushima
5. Khu 5 Okayama
6. Khu 4 Shiga
7. Khu 4 Yamaguchi
8. Khu 4 Ehime
9. Khu 4 Nagasaki
10. Khu 3 Wakayama
11. Khối 13 Tōhoku
12. Khối 11 Hokurikushinetsu
13. Khối 11 Chūgoku

## Thăm dò

Đường cong LOESS của cuộc thăm dò nhận dạng đảng phái cho cuộc tổng tuyển cử tiếp theo của Nhật Bản với mức trung bình là 7 ngày

## Kết quả

### Nghị viên được bầu theo khu
| Khu    | Các khu vực bao gồm | Số lượng cử tri | Đại diện hiện tại | Đại diện hiện tại | Đảng đại diện |
| ------ | --- | --------------- | ----------------- | ----------------- | ------------- |
| Khu 1  | Sapporo, các quận Chūō-ku, Minami-ku, một phần của các quận Nishi-ku và Kita-ku                                                             | 453.694         | Michishita Daiki  |                   | CDP           |
| Khu 2  | Sapporo, quận Higashi-ku và một phần quận Kita-ku                                                                                           | 461.188         | Matsuki Kenkō     |                   | CDP           |
| Khu 3  | Sapporo, các quận Toyohira-ku, Kiyota-ku và một phần của quận Shiroishi-ku                                                                  | 460.101         | Arai Yutaka       |                   | CDP           |
| Khu 4  | Sapporo, quận Teine-ku và một phần của quận Nishi-ku Thành phố Otaru và Ishikari Phó tỉnh Shiribeshi                                        | 410.449         | Otsuki Kureha     |                   | CDP           |
| Khu 5  | Sapporo, quận Atsubetsu-ku, một phần của quận Shiroishi-ku Thành phố Chitose, Ebetsu, Eniwa và Kitahiroshima Phó tỉnh Ishikari              | 434.051         | Ikeda Maki        |                   | CDP           |
| Khu 6  | Thành phố Asahikawa, Furano, Nayoro và Shibetsu Phó tỉnh Kamikawa                                                                           | 411.625         | Azuma Kuniyoshi   |                   | LDP           |
| Khu 7  | Thành phố Kushiro và Nemuro Phó tỉnh Kushiro và phó tỉnh Nemuro                                                                             | 250.316         | Suzuki Takako     |                   | LDP           |
| Khu 8  | Thành phố Hakodate và Hokuto Phó tỉnh Hiyama và phó tỉnh Oshima                                                                             | 357.202         | Ōsaka Seiji       |                   | CDP           |
| Khu 9  | Thành phố Date, Muroran, Noboribetsu và Tomakomai Phó tỉnh Hidaka và phó tỉnh Iburi                                                         | 378.624         | Yamaoka Tatsumaru |                   | CDP           |
| Khu 10 | Thành phố Akabira, Ashibetsu, Bibai, Fukagawa, Iwamizawa, Mikasa, Rumoi, Sunagawa, Takikawa và Utashinai Phó tỉnh Rumoi và phó tỉnh Sorachi | 280.307         | Kamiya Hiroshi    |                   | CDP           |
| Khu 11 | Thành phố Obihiro Phó tỉnh Tokachi | 282.332         | Ishikawa Kaori    |                   | CDP           |
| Khu 12 | Các thành phố Abashiri, Kitami, Monbetsu và Wakkanai Phó tỉnh Okhotsk và tiểu khu Sōya                                                      | 283.107         | Takebe Arata      |                   | LDP           |

| Khu   | Các khu vực bao gồm                                                                                                   | Số lượng cử tri | Đại diện hiện tại  | Đại diện hiện tại | Đảng đại diện |
| ----- | --- | --------------- | ------------------ | ----------------- | ------------- |
| Khu 1 | Thành phố Akita | 260.836         | Togashi Hiroyuki   |                   | LDP           |
| Khu 2 | Các thành phố Katagami, Kazuno, Kitaakita, Noshiro, Ōdate và Oga Các huyện Kazuno, Kitaakita, Minamiakita và Yamamoto | 255.369         | Midorikawa Takashi |                   | CDP           |
| Khu 3 | Các thành phố Daisen, Nikaho, Semboku, Yokote, Yuryhonjō và Yuzawa Các huyện Ogachi và Senboku                        | 316.428         | Muraoka Toshihide  |                   | DPP           |

| Khu   | Các khu vực bao gồm | Số lượng cử tri | Đại diện hiện tại | Đại diện hiện tại | Đảng đại diện |
| ----- | --- | --------------- | ----------------- | ----------------- | ------------- |
| Khu 1 | Các thành phố Aomori và Mutsu Các huyện Higashitsugaru, Shimokita và một phần huyện Kamikita                                         | 338.948         | Tsushima Jun      |                   | LDP           |
| Khu 2 | Các thành phố Hachinohe, Misawa và Towada Một phần huyện Shimokita                                                                   | 386.599         | Kanda Jun'ichi    |                   | LDP           |
| Khu 3 | Các thành phố Hirakawa, Hirosaki, Goshogawara, Kuroishi và Tsugaru Các huyện Kitatsugaru, Minamitsugaru, Nakatsugaru và Nishitsugaru | 344.106         | Okada Hanako      |                   | CDP           |

| Khu   | Các khu vực bao gồm | Số lượng cử tri | Đại diện hiện tại | Đại diện hiện tại | Đảng đại diện |
| ----- | --- | --------------- | ----------------- | ----------------- | ------------- |
| Khu 1 | Các thành phố Date, Fukushima, Motomiya và Nihonmatsu Các huyện Date và Sōma                                                       | 389.027         | Kaneko Megumi     |                   | CDP           |
| Khu 2 | Các thành phố Kōriyama, Sukagawa và Tamura Các huyện Iwase, Ishikawa và Tamura                                                     | 431.889         | Genba Kōichirō    |                   | CDP           |
| Khu 3 | Các thành phố Aizuwakamatsu, Kitakata và Shirakawa Các huyện Higashishirakawa, Kawanuma, Minamiaizu, Nishishirakawa, Ōnuma và Yama | 334.482         | Oguma Shinji      |                   | CDP           |
| Khu 4 | Các thành phố Iwaki, Minamisōma và Sōma Các huyện Futaba và Sōma                                                                   | 408.290         | Sakamoto Ryūtarō  |                   | LDP           |

| Khu   | Các khu vực bao gồm | Số lượng cử tri | Đại diện hiện tại | Đại diện hiện tại | Đảng đại diện |
| ----- | --- | --------------- | ----------------- | ----------------- | ------------- |
| Khu 1 | Thành phố Morioka Huyện Shiwa | 292.500         | Shina Takeshi     |                   | CDP           |
| Khu 2 | Các thành phố Hachimantai, Kamaishi, Kuji, Miyako, Ninohe, Ofunato, Rikuzentakata, Takizawa và Tōno Các huyện Iwate, Kamihei, Kesen, Kunohe, Ninohe và Shimohei | 364.234         | Suzuki Shunichi   |                   | LDP           |
| Khu 3 | Các thành phố Hanamaki, Ichinoseki, Kitakami, và Oshu Các huyện Isawa, Nishiiwai và Waga                                                                        | 374.393         | Ozawa Ichirō      |                   | CDP           |

| Khu   | Các khu vực bao gồm                                                                                          | Số lượng cử tri | Đại diện hiện tại   | Đại diện hiện tại | Đảng đại diện |
| ----- | --- | --------------- | ------------------- | ----------------- | ------------- |
| Khu 1 | Thành phố Sendai Các quận Aoba và Taihaku                                                                    | 445.778         | Okamoto Akiko       |                   | CDP           |
| Khu 2 | Thành phố Sendai Các quận Izumi, Miyagino và Wakabayashi                                                     | 456.564         | Kamata Sayuri       |                   | CDP           |
| Khu 3 | Các thành phố Iwanuma, Kakuda, Natori, và Shiroishi Các huyện Igu, Katta, Shibata, và Watari                 | 282.793         | Yanagisawa Tsuyoshi |                   | CDP           |
| Khu 4 | Các thành phố Higashimatsushima, Ishinomaki, Shiogama, Tagajō và Tomiya Các huyện Kurokawa, Miyagi và Oshika | 388.880         | Azumi Jun           |                   | CDP           |
| Khu 5 | Các thành phố Kesennuma, Kurihara, Ōsaki và Tome Các huyện Kami, Motoyoshi và Tōda                           | 349.841         | Onodera Itsunori    |                   | LDP           |

| Khu   | Các khu vự bao gồm | Số lượng cử tri | Đại diện hiện tại | Đại diện hiện tại | Đảng hiện tại |
| ----- | --- | --------------- | ----------------- | ----------------- | ------------- |
| Khu 1 | Các thành phố Kaminoyama, Tendō và Yamagata Quận Higashimurayama                                                                                     | 302.702         | Endō Toshiaki     |                   | LDP           |
| Khu 2 | Các thành phố Higashine, Murayama, Nagai, Nan'yō, Obanazawa, Sagae và Yonezawa Các huyện Higashiokitama, Kitamurayama, Nishimurayama và Nishiokitama | 311.389         | Suzuki Norikazu   |                   | LDP           |
| Khu 3 | Các thành phố Sakata, Shinjō và Tsuruoka Các huyện Akumi, Higashagawa và Mogami                                                                      | 284.580         | Katō Ayuko        |                   | LDP           |

| Khu   | Các khu vực bao gồm                                                                                   | Số lượng cử tri | Đại diện hiện tại  | Đại diện hiện tại | Đảng đại diện |
| ----- | --- | --------------- | ------------------ | ----------------- | ------------- |
| Khu 1 | Thành phố Maebashi và Numata Huyện Tone                                                               | 345.119         | Nakasone Yasutaka  |                   | LDP           |
| Khu 2 | Các thành phố Isesaki, Kiryū và Midori Huyện Sawa                                                     | 331.700         | Ino Toshirō        |                   | LDP           |
| Khu 3 | Thành phố Ōta và Tatebayashi Huyện Oura                                                               | 320.516         | Sasagawa Hiroyoshi |                   | LDP           |
| Khu 4 | Thành phố Fujioka và một phần Takasaki Huyện Tano                                                     | 295.213         | Fukuda Tatsuo      |                   | LDP           |
| Khu 5 | Thành phố Annaka, Shibukawa, Tomioka, và phần còn lại của Takasaki Huyện Agatsuma, Kanra và Kitagunma | 317.654         | Obuchi Yūko        |                   | LDP           |

| Khu   | Các khu vực bao gồm                                                                                                | Số lượng cử tri | Đại diện hiện tại  | Đại diện hiện tại | Đảng đại diện |
| ----- | --- | --------------- | ------------------ | ----------------- | ------------- |
| Khu 1 | Các thành phố Chikusei, Kasama, Mito và Sakuragawa Huyện Higashiibaraki (Thị trấn Shirosato)                       | 426.105         | Fukushima Nobuyuki |                   | Độc lập       |
| Khu 2 | Các thành phố Hokota, Itako, Kashima, Kamisu, Namegata và Omitama Huyện Higashiibaraki (Thị trấn Ibaraki và Ōarai) | 304.799         | Nukaga Fukushirō   |                   | LDP           |
| Khu 3 | Các thành phố Inashiki, Moriya, Ryūgasaki, Toride và Ushiku Huyện Inashiki và Kitasouma                            | 390.263         | Hanashi Yasuhiro   |                   | LDP           |
| Khu 4 | Các thành phố Hitachinaka, Hitachiōmiya, Hitachiōta và Naka Huyện Kuji                                             | 269.983         | Kajiyama Hiroshi   |                   | LDP           |
| Khu 5 | Các thành phố Hitachi, Kitaibaraki và Takahagi Huyện Naka                                                          | 240.104         | Asano Tetsu        |                   | DPP           |
| Khu 6 | Các thành phố Ishioka, Kasumigaura, Tsuchiura, Tsukuba và Tsukubamirai                                             | 452.377         | Aoyama Yamato      |                   | CDP           |
| Khu 7 | Các thành phố Bandō, Jōsō, Koga, Shimotsuma và Yūki Huyện Sashima và Yūki                                          | 330.072         | Nakamura Hayato    |                   | Độc lập       |

| Khu    | Các khu vực bao gồm                                                                                                   | Số lượng cử tri | Đại diện hiện tại  | Đại diện hiện tại | Đảng đại diện |
| ------ | --- | --------------- | ------------------ | ----------------- | ------------- |
| Khu 1  | Thành phố Saitama Các quận Midori-ku, Minuma và Urawa-ku                                                              | 382.839         | Murai Hideki       |                   | LDP           |
| Khu 2  | Một phần thành phố Kawaguchi                                                                                          | 391.718         | Shindō Yoshitaka   |                   | LDP           |
| Khu 3  | Thành phố Koshigaya và một phần Kawaguchi                                                                             | 381.903         | Kikawada Hitoshi   |                   | LDP           |
| Khu 4  | Các thành phố Asaka, Niiza, Shiki và Wakō                                                                             | 388.488         | Hosaka Yasushi     |                   | LDP           |
| Khu 5  | Saitama, phường Chūō-ku, Kita-ku, Nishi-ku và Ōmiya-ku                                                                | 393.216         | Edano Yukio        |                   | CDP           |
| Khu 6  | Các thành phố Ageo, Kitamoto, Kōnosu và Okegawa                                                                       | 415.349         | Oshima Atsushi     |                   | CDP           |
| Khu 7  | Các thành phố Fujimi và Kawagoe                                                                                       | 388.546         | Komiyama Yasuko    |                   | CDP           |
| Khu 8  | Các thành phố Fujimino và Tokorozawa Huyện Iruma (Thị trấn Miyoshi)                                                   | 418.267         | Shibayama Masahiko |                   | LDP           |
| Khu 9  | Các thành phố Hannō, Hidaka, Iruma và Sayama Huyện Iruma (Thị trấn Moroyama và Ogose)                                 | 404.883         | Sugimura Shinji    |                   | CDP           |
| Khu 10 | Các thành phố Higashimatsuyama, Sakado và Tsurugashima Huyện Hiki                                                     | 328.662         | Sakamoto Yūnosuke  |                   | CDP           |
| Khu 11 | Các thành phố Chichibu, Fukaya và Honjō Các huyện Chichibu, Kodama và Ōsato                                           | 340.853         | Koizumi Ryūji      |                   | LDP           |
| Khu 12 | Các thành phố Gyōda, Hanyū, Kazo và Kumagaya                                                                          | 372.546         | Morita Toshikazu   |                   | CDP           |
| Khu 13 | Các thành phố Hasuda, Kuki, Satte và Shiraoka Các quận Kita-Adachi, Kitakatsushika (Thị trấn Sugito) và Minamisaitama | 372.386         | Hashimoto Mikihiko |                   | DPP           |
| Khu 14 | Các thành phố Misato, Sōka và Yashio                                                                                  | 402.229         | Suzuki Yoshihiro   |                   | DPP           |
| Khu 15 | Saitama, các quận Minami-ku và Sakura-ku Các thành phố Toda và Warabi                                                 | 411.169         | Tanaka Ryōsei      |                   | LDP           |
| Khu 16 | Thành phố Saitama, quận Iwatsuki-ku Các thành phố Kasukabe và Yoshikawa Huyện Kitakatsushika (Thị trấn Matsubushi)    | 377.417         | Tsuchiya Shinako   |                   | LDP           |

| Khu   | Các khu vực bao gồm | Số lượng cử tri | Đại diện hiện tại | Đại diện hiện tại | Đảng đại diện |
| ----- | --- | --------------- | ----------------- | ----------------- | ------------- |
| Khu 1 | Thành phố Utsunomiya (không bao gồm khu vực Thị trấn Kamikawachi và Thị trấn Kawachi cũ) Huyện Kawachi                    | 417.774         | Funada Hajime     |                   | LDP           |
| Khu 2 | Các thành phố Utsunomiya (trước đây là Thị trấn Kamikawachi/Khu vực thị trấn Kawachi), Kanuma, Nikkō, Sakura Huyện Shioya | 253.868         | Fukuda Akio       |                   | CDP           |
| Khu 3 | Các thành phố Ōtawara, Yaita, Nasushiobara, Nasukarasuyama Huyện Nasu                                                     | 238.220         | Yana Kazuo        |                   | LDP           |
| Khu 4 | Các thành phố Mooka, Oyama và Shimotsuke Các huyện Haga và Shimotsuga                                                     | 355.959         | Fujioka Takao     |                   | CDP           |
| Khu 5 | Các thành phố Ashikaga, Sano và Tochigi                                                                                   | 349.651         | Motegi Toshimitsu |                   | LDP           |

| Khu    | Các khu vực bao gồm | Số lượng cử tri | Đại diện hiện tại  | Đại diện hiện tại | Đảng đại diện |
| ------ | --- | --------------- | ------------------ | ----------------- | ------------- |
| Khu 1  | Thành phố Chiba Các phường Chūō, Inage, Mihama | 434.910         | Tajima Kaname      |                   | CDP           |
| Khu 2  | Chiba, quận Hanamigawa-ku Thành phố Yachiyo | 318.376         | Kobayashi Takayuki |                   | LDP           |
| Khu 3  | Chiba, quận Midori Thành phố Ichihara | 335.277         | Matsuno Hirokazu   |                   | LDP           |
| Khu 4  | Một phần của thành phố Ichikawa, thành phố Funabashi (thuộc thẩm quyền của văn phòng chính quyền trung ương, thuộc thẩm quyền của chi nhánh Nishi-Funabashi và thuộc thẩm quyền của Trung tâm hành chính tổng hợp Funabashi Ekimae) | 406.755         | Mizunuma Hideyuki  |                   | CDP           |
| Khu 5  | Thành phố Ichikawa (khu vực không thuộc Khuành phố Urayasu | 415.188         | Yazaki Kentarō     |                   | CDP           |
| Khu 6  | Thành phố Matsudo | 416.197         | Andō Junko         |                   | CDP           |
| Khu 7  | Các thành phố Noda, Nagareyama | 296.645         | Saitō Ken          |                   | LDP           |
| Khu 8  | Thành phố Kashiwa | 359.824         | Honjō Satoshi      |                   | CDP           |
| Khu 9  | Quận Wakaba, thành phố Chiba Các thành phố Sakura, Yotsukaidō, Yachimata | 405.209         | Okuno Sōichirō     |                   | CDP           |
| Khu 10 | Các thành phố Asahi, Chōshi, Katori, Narita và Sōsa Các huyện Katori | 326.317         | Koike Masaaki      |                   | LDP           |
| Khu 11 | Các thành phố Isumi, Katsuura, Mobara, Ōamishirasato, Tōgane và Sanmu Các huyện Chōsei, Isumi và Sanbu | 354.420         | Mori Eisuke        |                   | LDP           |
| Khu 12 | Các thành phố Futtsu, Kamogawa, Kimitsu, Kisarazu, Minamibōsō, Sodegaura và Tateyama Huyện Awa | 377.089         | Hamada Yasukazu    |                   | LDP           |
| Khu 13 | Các thành phố Abiko, Inzai, Kamagaya, Shiroi và Tomisato Huyện Iba | 418.800         | Matsumoto Hisashi  |                   | LDP           |
| Khu 14 | Thành phố Funabashi (thuộc khu vực pháp lý chi nhánh Ninomiya, Shibayama, Takanedai, Narashinodai, Futawa và Toyotomi), Thành phố Narashino                                                                                         | 414.305         | Noda Yoshihiko     |                   | CDP           |

| Khu    | Các khu vực bao gồm                                                                                                | Số lượng cử tri | Đại diện hiện tại | Đại diện hiện tại | Đảng đại diện |
| ------ | --- | --------------- | ----------------- | ----------------- | ------------- |
| Khu 1  | Thành phố Yokohama các phường Naka, Isogo và Kanazawa                                                              | 426.973         | Shinohara Gō      |                   | CDP           |
| Khu 2  | Thành phố Yokohama Các phường Kōnan, Minami và Nishi                                                               | 437.727         | Suga Yoshihide    |                   | LDP           |
| Khu 3  | Thành phố Yokohama Các phường Kanagawa-ku và Tsurumi-ku                                                            | 445.351         | Nakanishi Kenji   |                   | LDP           |
| Khu 4  | Thành phố Yokohama Phường Sakae-ku Các thành phố Kamakura và Zushi Huyện Miura                                     | 332.853         | Waseda Yūki       |                   | CDP           |
| Khu 5  | Thành phố Yokohama Các quận Izumi-ku và Totsuka-ku                                                                 | 363.986         | Sakai Manabu      |                   | LDP           |
| Khu 6  | Thành phố Yokohama Các quận Asahi-ku và Hodogaya-ku                                                                | 379.806         | Aoyagi Yōichirō   |                   | CDP           |
| Khu 7  | Thành phố Yokohama Quận Kōhoku-ku                                                                                  | 298.006         | Nakatani Kazuma   |                   | CDP           |
| Khu 8  | Thành phố Yokohama Các quận Midori-ku và Aoba-ku                                                                   | 410.262         | Eda Kenji         |                   | CDP           |
| Khu 9  | Thành phố Kawasaki Các quận Asao-ku và Tama-ku                                                                     | 334.221         | Ryū Hirofumi      |                   | CDP           |
| Khu 10 | Thành phố Kawasaki Các quận Kawasaki-ku và Saiwai-ku                                                               | 330.552         | Tanaka Kazunori   |                   | LDP           |
| Khu 11 | Các thành phố Miura và Yokosuka                                                                                    | 368.400         | Koizumi Shinjirō  |                   | LDP           |
| Khu 12 | Thành phố Fujisawa Huyện Koza                                                                                      | 411.820         | Abe Tomoko        |                   | CDP           |
| Khu 13 | Thành phố Yokohama Quận Seya-ku Các thành phố Ayase và Yamato                                                      | 374.444         | Futori Hideshi    |                   | CDP           |
| Khu 14 | Thành phố Sagamihara Các phường Chūō-ku và Midori-ku Huyện Aikō                                                    | 404.485         | Akama Jirō        |                   | LDP           |
| Khu 15 | Các thành phố Chigasaki và Hiratsuka. Huyện Naka (Thị trấn Ōiso)                                                   | 452.99          | Kōno Tarō         |                   | LDP           |
| Khu 16 | Các thành phố Atsugi, Ebina và Isehara                                                                             | 386.435         | Gotō Yūichi       |                   | CDP           |
| Khu 17 | Các thành phố Hadano, Minamiashigara, và Odawara Các huyện Ashigarakami, Ashigarashimo và Naka (Thị trấn Ninomiya) | 447.270         | Makishima Karen   |                   | LDP           |
| Khu 18 | Thành phố Kawasaki Các quận Nakahara-ku và Takatsu-ku                                                              | 411.432         | Sōno Hajime       |                   | CDP           |
| Khu 19 | Thành phố Kawasaki Quận Miyamae-ku Thành phố Yokohama Quận Tsuzuki-ku                                              | 369.293         | Kusama Tsuyoshi   |                   | LDP           |
| Khu 20 | Thành phố Sagamihara Quận Minami-ku Thành phố Zama                                                                 | 346.587         | Otsuka Sayuri     |                   | CDP           |

| Khu   | Các khu vực bao gồm                                                                                                | Số lượng cử tri | Đại diện hiện tại  | Đại diện hiện tại | Đảng hiện tại |
| ----- | --- | --------------- | ------------------ | ----------------- | ------------- |
| Khu 1 | Các thành phố Kōfu, Nirasaki, Hokuto, Minami-arupusu, Chuo, Kai Các huyện Nishiyatsushiro, Minamikoma và Nakakoma  | 422.464         | Nakajima Katsuhito |                   | CDP           |
| Khu 2 | Các thành phố Yamanashi, Fujiyoshida, Ōtsuki, Tsuru, Fuefuki, Koshu và Uenohara Các huyện Kitatsuru và Minamitsuru | 258.074         | Horiuchi Shōko     |                   | LDP           |

| Khu    | Các khu vực bao gồm | Số lượng cử tri | Đại diện hiện tại  | Đại diện hiện tại | Đảng đại diện |
| ------ | --- | --------------- | ------------------ | ----------------- | ------------- |
| Khu 1  | Các khu Chiyoda và Shinjuku | 331.769         | Kaieda Banri       |                   | CDP           |
| Khu 2  | Các khu Chūō và Taitō | 315.726         | Tsuji Kiyoto       |                   | LDP           |
| Khu 3  | Khu Shinagawa, khu vực pháp lý của văn phòng chi nhánh Oshima, khu vực pháp lý của văn phòng chi nhánh Miyake, khu vực pháp lý của văn phòng chi nhánh Hachijo, phó tỉnh Ogasawara | 361.953         | Ishihara Hirotaka  |                   | LDP           |
| Khu 4  | Khu Ōta (khu vực không thuộc khu 26) | 427.453         | Taira Masaaki      |                   | LDP           |
| Khu 5  | Một phần của khu Setagaya | 375.194         | Tezuka Yoshio      |                   | CDP           |
| Khu 6  | Phần còn lại của Setagaya | 400.218         | Ochiai Takayuki    |                   | CDP           |
| Khu 7  | Các khu Minato và Shibuya | 402.660         | Matsuo Akihiro     |                   | CDP           |
| Khu 8  | Một phần của khu Suginami | 391.029         | Yoshida Harumi     |                   | CDP           |
| Khu 9  | Một phần của khu Nerima | 307.139         | Yamagishi Issei    |                   | CDP           |
| Khu 10 | Các khu Bunkyō và Toshima | 419.809         | Suzuki Hayai       |                   | LDP           |
| Khu 11 | Khu Itabashi (thuộc khu vực pháp lý của chính quyền trung ương, khu vực pháp lý của chi nhánh Akatsuka)                                                                            | 388.642         | Akutsu Yukihiko    |                   | CDP           |
| Khu 12 | Khu Kita, Khu Itabashi (các khu vực không thuộc khu 11) | 379.189         | Takagi Kei         |                   | LDP           |
| Khu 13 | Phần còn lại của khu Adachi | 388.433         | Tsuchida Shin      |                   | LDP           |
| Khu 14 | Các khu Sumida và Edogawa (một phần của văn phòng chính quyền trung ương, văn phòng Komatsugawa và Koiwa)                                                                          | 404.893         | Matsushima Midori  |                   | LDP           |
| Khu 15 | Khu Kōtō | 431.840         | Sakai Natsumi      |                   | CDP           |
| Khu 16 | Phần còn lại của khu Edogawa | 391.121         | Ōnishi Yōhei       |                   | LDP           |
| Khu 17 | Khu Katsushika | 384.306         | Hirasawa Katsuei   |                   | Độc lập       |
| Khu 18 | Các thành phố Musashino, Koganei, Nishitōkyō | 401.659         | Fukuda Kaoru       |                   | LDP           |
| Khu 19 | Các thành phố Kodaira, Kokubunji và Kunitachi | 334.801         | Suematsu Yoshinori |                   | CDP           |
| Khu 20 | Các thành phố Higashimurayama, Higashiyamato, Kiyose, Higashikurume và Musashimurayama.                                                                                            | 418.940         | Kihara Seiji       |                   | LDP           |
| Khu 21 | Một phần thành phố Hachiōji, các thành phố Tachikawa và Hino | 406.073         | Ōkawara Masako     |                   | CDP           |
| Khu 22 | Các thành phố Mitaka, Chōfu và Komae | 430.123         | Yamahana Ikuo      |                   | CDP           |
| Khu 23 | Thành phố Machida | 362.493         | Itō Shunsuke       |                   | CDP           |
| Khu 24 | Thành phố Hachiōji (khu vực không thuộc khu 21) | 382.039         | Hagiuda Kōichi     |                   | Độc lập       |
| Khu 25 | Các thành phố Ōme, Fussa, Hamura, Akiruno và Akishima Huyện Nishitama | 412.966         | Inoue Shinji       |                   | LDP           |
| Khu 26 | Một phần của khu Meguro và khu Ōta | 430.869         | Matsubara Jin      |                   | Độc lập       |
| Khu 27 | Khu Nakano, khu Suginami (khu vực không thuộc khu 8) | 383.160         | Nagatsuma Akira    |                   | CDP           |
| Khu 28 | Khu Nerima (khu vực không thuộc khu 9) | 314.272         | Takamatsu Satoshi  |                   | CDP           |
| Khu 29 | Khu Arakawa, khu Adachi (khu vực không thuộc khu 13) | 355.907         | Okamoto Mitsunari  |                   | Komeito       |
| Khu 30 | Các thành phố Fuchū, Tama, Inagi | 420.024         | Igarashi Kiri      |                   | CDP           |

| Khu   | Các khu vực bao gồm                                                                                         | Số lượng cử tri | Đại diện hiện tại | Đại diện hiện tại | Đảng đại diện |
| ----- | --- | --------------- | ----------------- | ----------------- | ------------- |
| Khu 1 | Các thành phố Awara, Fukui, Katsuyama, Ōno, và Sakai Huyện Yoshida                                          | 370.040         | Inada Tomomi      |                   | LDP           |
| Khu 2 | Các thành phố Echizen, Obama, Sabae, và Tsuruga Các quận Imadate, Mikata, Minamikaminaka, Nanjō, Nyū, và Ōi | 258.406         | Tsuji Hideyuki    |                   | CDP           |

| Khu   | Các khu vực bao gồm                                                                     | Số lượng cử tri | Đại diện hiện tại | Đại diện hiện tại | Đảng đại diện |
| ----- | --------------------------------------------------------------------------------------- | --------------- | ----------------- | ----------------- | ------------- |
| Khu 1 | Thành phố Kanazawa                                                                      | 374.479         | Komori Takurō     |                   | LDP           |
| Khu 2 | Các thành phố Komatsu, Kaga, Nomi, Hakusan, Nonoichi Huyện Nomi                         | 323.653         | Sasaki Hajime     |                   | LDP           |
| Khu 3 | Các thành phố Nanao, Wajima, Suzu, Hakui, Kahoku Các huyện Kahoku, Hakui, Kashima, Hoju | 237.459         | Kondō Kazuya      |                   | CDP           |

| Khu   | Các khu vực bao gồm | Số lượng cử tri | Đại diện hiện tại | Đại diện hiện tại | Đảng đại diện |
| ----- | --- | --------------- | ----------------- | ----------------- | ------------- |
| Khu 1 | Thành phố Niigata (các khu Higashi, Chūō, Kōnan) Thành phố Sado                                                                                    | 362.129         | Nishimura Chinami |                   | CDP           |
| Khu 2 | Thành phố Niigata (các khu Minami, Nishi, Nishikan) Các thành phố Sanjō, Kamo và Tsubame Các huyện Nishi-Kanbara và Minami-Kanbara                 | 398.589         | Kikuta Makiko     |                   | CDP           |
| Khu 3 | Thành phố Niigata (các khu Kita và Akiba) Các thành phố Shibata, Murakami, Gosen, Agano và Tainai Các huyện Kitakanbara, Higashikanbara và Iwafune | 376.726         | Kuroiwa Takahiro  |                   | CDP           |
| Khu 4 | Các thành phố Nagaoka, Kashiwazaki, Ojiya, Mitsuke, Các huyện Mishima và Kariwa                                                                    | 357.728         | Yoneyama Ryūichi  |                   | CDP           |
| Khu 5 | Các thành phố Tokamachi, Itoigawa, Myōkō, Jōetsu, Uonuma và Minamiuonuma Các huyện Minamiuonuma và Nakauonuma                                      | 347.429         | Umetani Mamoru    |                   | CDP           |

| Khu   | Các khu vực bao gồm | Số lượng cử tri | Đại diện hiện tại | Đại diện hiện tại | Đảng đại diện |
| ----- | --- | --------------- | ----------------- | ----------------- | ------------- |
| Khu 1 | Các thành phố Nagano (không bao gồm các khu vực Làng Ooka cũ, Thị trấn Toyono, Làng Togakushi, Làng Kinashi, Shinshu Shinmachi và Làng Nakajo), Suzaka, Nakano, Iiyama Các huyện Kamitakai, Shimotaka và Shimounouchi | 421.266         | Shinohara Takashi |                   | CDP           |
| Khu 2 | Các thành phố Nagano (Làng Ooka cũ, Thị trấn Toyono, Làng Togakushi, Làng Kinashi, Shinshu Shinmachi, khu vực Làng Nakajo), Matsumoto, Ōmachi và Azumino Các huyện Higashichikuma, Kitaazumi và Kamimunouchi          | 379.441         | Shimojō Mitsu     |                   | CDP           |
| Khu 3 | Các thành phố Ueda, Komoro, Chikuma, Saku và Tōmi Các huyện Minamisaku, Kitasaku, Ogata và Hanshina | 396.413         | Kozu Takeshi      |                   | CDP           |
| Khu 4 | Các thành phố Okaya, Suwa, Chino và Shiojiri Các huyện Suwa và Kiso | 237.608         | Gotō Shigeyuki    |                   | LDP           |
| Khu 5 | Các thành phố Iida, Ina và Komagane Các huyện Kamiina và Shimoina | 276.202         | Miyashita Ichirō  |                   | LDP           |

| Khu   | Các khu vực bao gồm | Số lượng cử tri | Đại diện hiện tại   | Đại diện hiện tại | Đảng đại diện |
| ----- | --- | --------------- | ------------------- | ----------------- | ------------- |
| Khu 1 | Thành phố Toyama (khu vực không thuộc khu 2) | 266.166         | Tabata Hiroaki      |                   | LDP           |
| Khu 2 | Các thành phố Uozu, Namerikawa, Kurobe, Toyama (Thị trấn Osawano cũ, Thị trấn Daiyama, Thị trấn Yao, Thị trấn Fuchu, Làng Yamada, khu vực Làng Hosoiri) Các huyện Nakashinkawa và Shimoshinkawa | 243.213         | Ueda Hidetoshi      |                   | LDP           |
| Khu 3 | Các thành phố Takaoka, Imizu, Himi, Tonami, Oyabe và Nanto | 358.201         | Tachibana Keiichirō |                   | LDP           |

| Khu    | Các khu vực bao gồm                                                             | Số lượng cử tri | Đại diện hiện tại  | Đại diện hiện tại | Đảng đại diện |
| ------ | ------------------------------------------------------------------------------- | --------------- | ------------------ | ----------------- | ------------- |
| Khu 1  | Thành phố Nagoya Các quận Higashi, Kita, Nishi và Naka                          | 406.526         | Kawamura Takashi   |                   | Bảo thủ       |
| Khu 2  | Thành phố Nagoya Các quận Chikusa, Moriyama và Meitō                            | 404.762         | Furukawa Motohisa  |                   | DPP           |
| Khu 3  | Thành phố Nagoya Các quận Shōwa, Midori và Tempaku                              | 417.344         | Kondō Shōichi      |                   | CDP           |
| Khu 4  | Thành phố Nagoya Các quận Mizuho, Atsuta, Minato và Minami                      | 369.899         | Maki Yoshio        |                   | CDP           |
| Khu 5  | Thành phố Nagoya Các quận Nakamura và Nakagawa Thành phố Kiyosu                 | 349.934         | Nishikawa Atsushi  |                   | CDP           |
| Khu 6  | Các thành phố Seto và Kasugai                                                   | 357.699         | Niwa Hideki        |                   | LDP           |
| Khu 7  | Các thành phố Ōbu, Owariasahi, Toyoake, Nisshin và Nagakute Huyện Aichi         | 354.114         | Hino Saria         |                   | DPP           |
| Khu 8  | Các thành phố Handa, Tokoname, Tōkai và Chita Huyện Chita                       | 435.247         | Banno Yutaka       |                   | CDP           |
| Khu 9  | Các thành phố Tsushima, Inazawa, Aisai, Yatomi và Ama Huyện Ama                 | 381.372         | Okamoto Mitsunori  |                   | CDP           |
| Khu 10 | Các thành phố Ichinomiya và Iwakura                                             | 352.851         | Fujiwara Noima     |                   | CDP           |
| Khu 11 | Các thành phố Toyota và Miyoshi                                                 | 385.006         | Tanno Midori       |                   | DPP           |
| Khu 12 | Các thành phố Okazaki và Nishio                                                 | 444.148         | Shigenori Kazuhiko |                   | CDP           |
| Khu 13 | Các thành phố Hekinan, Kariya, Anjō, Chiryū và Takahama                         | 423.363         | Ōnishi Kensuke     |                   | CDP           |
| Khu 14 | Các thành phố Toyokawa, Gamagōri và Shinshiro Các huyện Nukata và Kitashitara   | 292.069         | Imaeda Sōichirō    |                   | LDP           |
| Khu 15 | Các thành phố Toyohashi và Tahara                                               | 345.133         | Nemoto Yukinori    |                   | LDP           |
| Khu 16 | Các thành phố Inuyama, Kōnan, Komaki, Kitanagoya Các huyện Nishikasugai và Niwa | 391.616         | Fukuta Toru        |                   | DPP           |

| Khu   | Các khu vực bao gồm                                                                                    | Số lượng cử tri | Đại diện hiện tại  | Đại diện hiện tại | Đảng đại diện |
| ----- | --- | --------------- | ------------------ | ----------------- | ------------- |
| Khu 1 | Thành phố Gifu                                                                                         | 334.642         | Noda Seiko         |                   | LDP           |
| Khu 2 | Các thành phố Ōgaki và Kaizu Các quận Yoro, Fuwa, Anpachi và Ibi                                       | 296.036         | Tanahashi Yasufumi |                   | LDP           |
| Khu 3 | Các thành phố Seki, Mino, Hashima, Kakamigahara, Yamagata, Mizuho và Motosu Các quận Hashima và Motosu | 409.853         | Mutō Yōji          |                   | LDP           |
| Khu 4 | Các thành phố Takayama, Minokamo, Kani, Hida, Gujō và Gero Các quận Kamo, Kani và Ōno                  | 324.264         | Imai Masato        |                   | CDP           |
| Khu 5 | Các thành phố Tajimi, Nakatsugawa, Mizunami, Ena và Toki                                               | 268.600         | Furuya Keiji       |                   | LDP           |

| Khu   | Các khu vực bao gồm | Số lượng cử tri | Đại diện hiện tại | Đại diện hiện tại | Đảng đại diện |
| ----- | --- | --------------- | ----------------- | ----------------- | ------------- |
| Khu 1 | Các thành phố Tsu và Matsusaka | 355.124         | Tamura Norihisa   |                   | LDP           |
| Khu 2 | Các thành phố Yokkaichi (thuộc thẩm quyền của các Trung tâm hành chính các thôn và xã Hinaga, Shigo, Nachi, Shiohama, Oyamada, Kawarada, Mizusawa và Kusunoki), Suzuka, Nabari, Kameyama và Iga | 403.835         | Shimono Kosuke    |                   | CDP           |
| Khu 3 | Các thành phố Yokkaichi (khu vực không thuộc Khu 2), Kuwana, Inabe Các huyện Kuwana, Inaben và Mie                                                                                              | 412.781         | Okada Katsuya     |                   | CDP           |
| Khu 4 | Các thành phố Ise, Owase, Toba, Shima, Kumano Các huyện Taki, Watarai, Kitamuro và Minamuro | 288.980         | Suzuki Eikei      |                   | LDP           |

| Khu   | Các khu vực bao gồm | Số lượng cử tri | Đại diện hiện tại  | Đại diện hiện tại | Đảng đại diện |
| ----- | --- | --------------- | ------------------ | ----------------- | ------------- |
| Khu 1 | Thành phố Shizuoka Các quận Aoi và Suruga                                                                                          | 384.251         | Kamikawa Yōko      |                   | LDP           |
| Khu 2 | Các thành phố Shimada, Yaizu, Fujieda, Makinohara Huyện Haibara                                                                    | 375.805         | Ibayashi Tatsunori |                   | LDP           |
| Khu 3 | Các thành phố Iwata, Kakegawa, Fukuroi, Omaezaki và Kikugawa Huyện Shuchi                                                          | 373.475         | Koyama Nobuhiro    |                   | CDP           |
| Khu 4 | Thành phố Shizuoka Quận Shimizu Các thành phố Fujinomiya và Fuji (Khu vực Thị trấn Fujikawa cũ)                                    | 315.525         | Tanaka Ken         |                   | DPP           |
| Khu 5 | Các thành phố Mishima, Fuji (không bao gồm khu vực Thị trấn Fujikawa cũ), Gotemba, Susono Các huyện Tagata và Sunto Thị trấn Oyama | 441.384         | Hosono Gōshi       |                   | LDP           |
| Khu 6 | Các thành phố Numazu, Atami, Itō, Shimoda, Izu và Izunokuni Các huyện Kamo và Sunto Các thị trấn Shimizu và Nagaizumi              | 429.759         | Watanabe Shū       |                   | CDP           |
| Khu 7 | Thành phố Hamamatsu Khu Chuo (Khu Nishi/Kita cũ) Thành phố Kosai Các khu Hamana và Tenryu                                          | 314.390         | Kiuchi Minoru      |                   | LDP           |
| Khu 8 | Thành phố Hamamatsu Khu Chuo (khu vực không thuộc Khu 7)                                                                           | 381.526         | Genma Kentarō      |                   | CDP           |

| Khu    | Các khu vực bao gồm | Số lượng cử tri | Đại diện hiện tại   | Đại diện hiện tại | Đảng đại diện |
| ------ | --- | --------------- | ------------------- | ----------------- | ------------- |
| Khu 1  | Thành phố Kōbe Các khu Higashinada, Nada và Chūō | 393.614         | Isaka Nobuhiko      |                   | CDP           |
| Khu 2  | Thành phố Kōbe Các khu Hyōgo, Kita và Nagata Thành phố Nishinomiya (thuộc thẩm quyền của mỗi chi nhánh Shiose và Yamaguchi)                                                        | 382.827         | Akaba Kazuyoshi     |                   | Komeito       |
| Khu 3  | Thành phố Kōbe Các khu Suma và Tarumi | 310.308         | Seki Yoshihiro      |                   | LDP           |
| Khu 4  | Thành phố Kōbe Khu Nishi Các thành phố Nishiwaki, Miki, Ono, Kasai và Katō Huyện Taka                                                                                              | 415.871         | Fujii Hisayuki      |                   | LDP           |
| Khu 5  | Các thành phố Toyooka, một phần của Thành phố Kawanishi, Sanda, Tamba, Sasayama, Yabu, Asago Các huyện Kawabe và Mikata                                                            | 376.241         | Tani Kōichi         |                   | LDP           |
| Khu 6  | Các thành phố Itami, Takarazuka và Kawanishi (các khu vực không thuộc Khu 5) | 447.163         | Sakurai Shū         |                   | CDP           |
| Khu 7  | Các thành phố Nishinomiya (khu vực không thuộc Khu 2) và Ashiya | 443.704         | Yamada Kenji        |                   | LDP           |
| Khu 8  | Thành phố Amagasaki | 385.475         | Nakano Hiromasa     |                   | Komeito       |
| Khu 9  | Các thành phố Akashi, Awaji, Sumoto và Minamiawaji | 362.506         | Nishimura Yasutoshi |                   | Độc lập       |
| Khu 10 | Các thành phố Kakogawa và Takasago Huyện Kako | 345.487         | Tokai Kisaburō      |                   | LDP           |
| Khu 11 | Thành phố Himeji (khu vực không thuộc Khu 12) | 397.498         | Matsumoto Takeaki   |                   | LDP           |
| Khu 12 | Các thành phố Aioi, Tatsuno, Akō, Shiso, Himeji (trước đây là Thị trấn Ieshima, Thị trấn Yumesaki, Thị trấn Kodera, khu vực Thị trấn Yasutomi) Các huyện Kanzaki, Ibo, Ako và Sayo | 278.593         | Yamaguchi Tsuyoshi  |                   | LDP           |

| Khu   | Các khu vực bao gồm                                                                    | Số lượng cử tri | Đại diện hiện tại | Đại diện hiện tại | Đảng đại diện |
| ----- | -------------------------------------------------------------------------------------- | --------------- | ----------------- | ----------------- | ------------- |
| Khu 1 | Thành phố Kyōto Các quận Kita, Kamigyō, Nakagyō, Shimogyo và Minami                    | 389.304         | Katsume Yasushi   |                   | LDP           |
| Khu 2 | Thành phố Kyōto Các quận Fushimi, Higashiyama và Yamashina                             | 261.061         | Maehara Seiji     |                   | Duy tân       |
| Khu 3 | Thành phố Kyōto Quận Fushimi Các thành phố Mukō và Nagaokakyō Huyện Otokuni            | 351.843         | Izumi Kenta       |                   | CDP           |
| Khu 4 | Thành phố Kyōto Phường Ukyo và Nishikyō Thành phố Kameoka và Nantan Huyện Funai        | 392.075         | Kitagami Keirō    |                   | Độc lập       |
| Khu 5 | Các thành phố Fukuchiyama, Maizuru, Ayabe, Miyazu và Kyōtango Huyện Yosa               | 232.665         | Honda Tarō        |                   | LDP           |
| Khu 6 | Các thành phố Uji, Jōyō, Yawata, Kyōtanabe, Kizugawa Các huyện Kuze, Tsuzuki và Soraku | 457.995         | Yamanoi Kazunori  |                   | CDP           |

| Khu   | Các khu vực bao gồm                                                                                                   | Số lượng cử tri | Đại diện hiện tại | Đại diện hiện tại | Đảng đại diện |
| ----- | --- | --------------- | ----------------- | ----------------- | ------------- |
| Khu 1 | Các thành phố Nara (không bao gồm khu vực Làng Tsuge cũ) và Ikoma                                                     | 392.515         | Mabuchi Sumio     |                   | CDP           |
| Khu 2 | Các thành phố Nara (khu vực làng Tsuge cũ), Yamatokōriyama, Tenri và Kashiba Các huyện Yamabe, Isogi và Kitakatsuragi | 380.140         | Takaichi Sanae    |                   | LDP           |
| Khu 3 | Các thành phố Yamatotakada, Kashihara, Sakurai, Gojō, Gose, Katsuragi và Uda Các huyện Uda, Takaichi và Yoshino       | 348.855         | Taidō Tanose      |                   | LDP           |

| Khu    | Các khu vực bao gồm                                                                                                | Số lượng cử tri | Đại diện hiện tại  | Đại diện hiện tại | Đảng đại diện |
| ------ | --- | --------------- | ------------------ | ----------------- | ------------- |
| Khu 1  | Thành phố Ōsaka Các quận Chūō, Nishi, Minato, Tennōji, Naniwa và Higashinari                                       | 439.100         | Inoue Hidetaka     |                   | Duy tân       |
| Khu 2  | Thành phố Ōsaka Các quận Ikuno, Abeno, Higashisumiyoshi và Hirano                                                  | 444.237         | Morishima Tadashi  |                   | Duy tân       |
| Khu 3  | Thành phố Ōsaka Các quận Taisho, Suminoe, Sumiyoshi và Nishinari                                                   | 362.782         | Azuma Tōru         |                   | Duy tân       |
| Khu 4  | Thành phố Ōsaka Các quận Kita, Miyakojima, Fukushima và Jōtō                                                       | 412.948         | Minobe Teruo       |                   | Duy tân       |
| Khu 5  | Thành phố Ōsaka Các quận Konohana, Nishiyodogawa, Yodogawa, Higashiyodogawa                                        | 432.769         | Umemura Satoshi    |                   | Duy tân       |
| Khu 6  | Thành phố Ōsaka Các quận Asahi và Tsurumi Các thành phố Moriguchi và Kadoma                                        | 388.329         | Nishida Kaoru      |                   | Duy tân       |
| Khu 7  | Các thành phố Suita và Settsu                                                                                      | 387.084         | Okushita Takemitsu |                   | Duy tân       |
| Khu 8  | Các thành phố Toyonaka và Ikeda                                                                                    | 422.582         | Uruma Jōji         |                   | Duy tân       |
| Khu 9  | Các thành phố Ibaraki và Minō Huyện Toyono                                                                         | 372.178         | Hagihara Kei       |                   | Duy tân       |
| Khu 10 | Thành phố Takatsuki Huyện Mishima                                                                                  | 319.381         | Ikeshita Taku      |                   | Duy tân       |
| Khu 11 | Các thành phố Hirakata và Katano                                                                                   | 397.201         | Nakatsuka Hiroshi  |                   | Duy tân       |
| Khu 12 | Các thành phố Neyagawa, Daitō và Shijonawate                                                                       | 336.794         | Fujita Fumitake    |                   | Duy tân       |
| Khu 13 | Thành phố Higashiōsaka                                                                                             | 398.580         | Iwatani Ryōhei     |                   | Duy tân       |
| Khu 14 | Các thành phố Yao, Kashiwara, Habikino và Fujiidera                                                                | 418.190         | Aoyagi Hitoshi     |                   | Duy tân       |
| Khu 15 | Thành phố Sakai Quận Mihara Các thành phố Tondabayashi, Kawachinagano, Matsubara và Ōsakasayama Quận Minamikawachi | 384.931         | Urano Yasuto       |                   | Duy tân       |
| Khu 16 | Thành phố Sakai Các quận Sakai, Higashi và Kita                                                                    | 326.003         | Kuroda Masaki      |                   | Duy tân       |
| Khu 17 | Thành phố Sakai Các quận Chūō, Nishi và Minami                                                                     | 326.570         | Baba Nobuyuki      |                   | Duy tân       |
| Khu 18 | Các thành phố Kishiwada, Izumiōtsu, Izumi và Takaishi Huyện Senboku                                                | 431.284         | Endō Takashi       |                   | Duy tân       |
| Khu 19 | Các thành phố Kaizuka, Izumisano, Sennan và Hannan Huyện Sennan                                                    | 301.704         | Itō Nobuhisa       |                   | Duy tân       |

| Khu   | Các khu vực bao gồm                                                                                 | Số lượng cử tri | Đại diện hiện tại | Đại diện hiện tại | Đảng đại diện |
| ----- | --------------------------------------------------------------------------------------------------- | --------------- | ----------------- | ----------------- | ------------- |
| Khu 1 | Các thành phố Ōtsu và Takashima                                                                     | 324.984         | Saitō Alex        |                   | Duy tân       |
| Khu 2 | Các thành phố Hikone, Nagahama, Ōmihachiman, Higashiōmi và Maibara Các huyện Gamo, Aichi và Inukami | 434.448         | Ueno Kenichirō    |                   | LDP           |
| Khu 3 | Các thành phố Kusatsu, Moriyama, Rittō, Kōka, Yasu và Konan                                         | 393.201         | Takemura Nobuhide |                   | LDP           |

| Khu   | Các khu vực bao gồm | Số lượng cử tri | Đại diện hiện tại | Đại diện hiện tại | Đảng đại diện |
| ----- | --- | --------------- | ----------------- | ----------------- | ------------- |
| Khu 1 | Các thành phố Wakayama, Kinokawa và Iwade                                                                                      | 399.987         | Yamamoto Daichi   |                   | LDP           |
| Khu 2 | Các thành phố Kainan, Hashimoto, Arida, Gobō, Tanabe và Shingū Các huyện Kaigusa, Ito, Arita, Hidaka, Nishimura và Higashimuro | 386.215         | Sekō Hiroshige    |                   | Độc lập       |

| Khu   | Các khu vực bao gồm                                                                               | Số lượng cử tri | Đại diện hiện tại | Đại diện hiện tại | Đảng đại diện |
| ----- | ------------------------------------------------------------------------------------------------- | --------------- | ----------------- | ----------------- | ------------- |
| Khu 1 | Thành phố Hiroshima Các khu Naka, Higashi và Minami Các thị trấn Fuchu, Kaita và Saka Huyện Aki   | 409.281         | Kishida Fumio     |                   | LDP           |
| Khu 2 | Các thành phố Hiroshima, Ōtake và Hatsukaichi Các khu Nishi, Saeki                                | 389.692         | Hiraguchi Hiroshi |                   | LDP           |
| Khu 3 | Các thành phố Hiroshima và Akitakada Các khu Asaminami, Asakita và Aki Huyện Yamagata             | 420.354         | Saitō Tetsuo      |                   | Komeito       |
| Khu 4 | Các thành phố Kure, Takehara, Higashihiroshima và Etajima Thị trấn Kumano Các huyện Aki và Toyota | 394.720         | Soramoto Seiki    |                   | Duy tân       |
| Khu 5 | Các thành phố Mihara, Onomichi, Fuchū, Miyoshi và Shōbara Các huyện Sera và Jinseki               | 304.703         | Satō Kōji         |                   | CDP           |
| Khu 6 | Thành phố Fukuyama                                                                                | 378.558         | Kobayashi Fumiaki |                   | LDP           |

| Khu   | Các khu vực bao gồm | Số lượng cử tri | Đại diện hiện tại | Đại diện hiện tại | Đảng đại diện |
| ----- | --- | --------------- | ----------------- | ----------------- | ------------- |
| Khu 1 | Các thành phố Okayama, Bizen và Akaiwa Quận Kita Các huyện Wake và Kaga                                                                                    | 327.726         | Aizawa Ichirō     |                   | LDP           |
| Khu 2 | Các thành phố Okayama, Tamano, Setouchi Các quận Naka, Higashi và Minami                                                                                   | 414.197         | Yamashita Takashi |                   | LDP           |
| Khu 3 | Các thành phố Tsuyama, Kasaoka, Ibara, Sōja, Takahashi, Niimi, Maniwa, Mimasaka và Asakuchi Các huyện Asakuchi, Oda, Maniwa, Tomata, Katsuta, Aida và Kume | 404.384         | Katō Katsunobu    |                   | LDP           |
| Khu 4 | Thành phố Kurashiki Huyện Tsukubo | 403.984         | Yunoki Michiyoshi |                   | CDP           |

| Khu   | Các khu vực bao gồm                                                  | Số lượng cử tri | Đại diện hiện tại | Đại diện hiện tại | Đảng đại diện |
| ----- | -------------------------------------------------------------------- | --------------- | ----------------- | ----------------- | ------------- |
| Khu 1 | Các thành phố Matsue, Yasugi, Unnan Quận Nita, Quận Iiishi, Quận Oki | 256.129         | Kamei Akiko       |                   | CDP           |
| Khu 2 | Các thành phố Hamada, Izumo, Masuda, Ōda, Gōtsu Huyện Ochi và Kaashi | 293.102         | Takami Yasuhiro   |                   | LDP           |

| Khu   | Các khu vực bao gồm                                                                                        | Số lượng cử tri | Đại diện hiện tại | Đại diện hiện tại | Đảng đại diện |
| ----- | --- | --------------- | ----------------- | ----------------- | ------------- |
| Khu 1 | Các thành phố Tottori và Kurayoshi Các huyện Iwami và Yazu Thị trấn Misasa                                 | 226.751         | Ishiba Shigeru    |                   | LDP           |
| Khu 2 | Các thành phố Yonago, Sakaiminato Các huyện Tohaku, Saihaku và Hino Các thị trấn Yuhama, Kotoura và Hokuei | 230.593         | Akazawa Ryōsei    |                   | LDP           |

| Khu   | Các khu vực bao gồm                                                                      | Số lượng cử tri | Đại diện hiện tại | Đại diện hiện tại | Đảng đại diện |
| ----- | ---------------------------------------------------------------------------------------- | --------------- | ----------------- | ----------------- | ------------- |
| Khu 1 | Các thành phố Ube, Yamaguchi và Hōfu                                                     | 388.682         | Kōmura Masahiro   |                   | LDP           |
| Khu 2 | Các thành phố Kudamatsu, Iwakuni, Hikari, Yanai, Shūnan Các huyện Ōshima, Kuga và Kumage | 382.034         | Kishi Nobuchiyo   |                   | LDP           |
| Khu 3 | Các thành phố Shimonoseki, Hagi, Nagato, Mine và San'yō-Onoda Huyện Abu                  | 349.690         | Hayashi Yoshimasa |                   | LDP           |

| Khu   | Các khu vực bao gồm | Số lượng cử tri | Đại diện hiện tại | Đại diện hiện tại | Đảng đại dện |
| ----- | --- | --------------- | ----------------- | ----------------- | ------------ |
| Khu 1 | Thành phố Matsuyama | 423.562         | Shiozaki Akihisa  |                   | LDP          |
| Khu 2 | Các thành phố Imabari, Niihama, Saijō, Shikokuchūō Huyện Ochi                                                             | 388.615         | Shiraishi Yōichi  |                   | CDP          |
| Khu 3 | Các thành phố Uwajima, Yawatahama, Ōzu, Iyo, Seiyo và Tōon Các huyện Kamiukena, Iyo, Kita, Nishiuwa, Kitauwa và Minamiuwa | 309.635         | Hasegawa Junji    |                   | LDP          |

| Khu   | Các khu vực bao gồm | Số lượng cử tri | Đại diện hiện tại | Đại diện hiện tại | Đảng đại diện |
| ----- | --- | --------------- | ----------------- | ----------------- | ------------- |
| Khu 1 | Thành phố Takamatsu (khu vực thành phố Takamatsu cũ) Các huyện Shōzu và Kagawa | 311.348         | Ogawa Junya       |                   | CDP           |
| Khu 2 | Các thành phố Sakaide, Takamatsu (các thị trấn Kokubunji cũ, Kagawa, Konan, Shione, Mure, khu vực Aji) Các thành phố Marugame (Thị trấn Ayaka cũ, khu vực Thị trấn Iiyama), Sanuki, Higashikagawa Các huyện Kida và Ayaka | 254.004         | Tamaki Yūichirō   |                   | DPP           |
| Khu 3 | Các thành phố Marugame (trước đây là Khu vực Thành phố Marugame), Mitoyo, Kan'onji và Zentsūji Huyện Nakatado | 235.220         | Ōno Keitarō       |                   | LDP           |

| Khu   | Các khu vực bao gồm | Số lượng cử tri | Đại diện hiện tại | Đại diện hiện tại | Đảng đại diện |
| ----- | --- | --------------- | ----------------- | ----------------- | ------------- |
| Khu 1 | Thành phố Kōchi (Kamigai, Kochigai, Minamigai, Kitagai, Shimochi, Enoguchi, Odakasaka, Asahigai, Takasu, Nushida, Ichinomiya, Hata, Hatsuzuki, Otsu, Misato, Godaiyama, Kera, Kagami, Tosa) Các khu vực của mỗi thị trấn lớn ở núi) Các thành phố Muroto, Aki, Nankoku, Kōnan và Kami Các huyện Aki, Nagaoka, Tosa | 305.789         | Nakatani Gen      |                   | LDP           |
| Khu 2 | Thành phố Kōchi (khu vực các đường phố chính của Shioe, Asakura, Kamota, Nagahama, Otamitase, Urato và Thị trấn Haruno) Các thành phố Tosa, Susaki, Sukumo, Tosashimizu và Shimanto Các huyện Agawa, Takaoka và Hata                                                                                               | 280.032         | Ozaki Shōjiki     |                   | LDP           |

| Khu   | Các khu vực bao gồm                                                                         | Số lượng cử tri | Đại diện hiện tại   | Đại diện hiện tại | Đảng đại diện |
| ----- | ------------------------------------------------------------------------------------------- | --------------- | ------------------- | ----------------- | ------------- |
| Khu 1 | Các thành phố Tokushima, Komatsushima và Anan Các huyện Katsuura, Meito, Meizi, Naga và Ama | 356.051         | Niki Hirobumi       |                   | Độc lập       |
| Khu 2 | Các thành phố Naruto, Yoshinogawa, Awa, Mima, Miyoshi Các huyện Itano, Mima và Miyoshi      | 255.112         | Yamaguchi Shun'ichi |                   | LDP           |

| Khu    | Các khu vực bao gồm | Số lượng cử tri | Đại diện hiện tại | Đại diện hiện tại | Đảng đại diện |
| ------ | --- | --------------- | ----------------- | ----------------- | ------------- |
| Khu 1  | Thành phố Fukuoka Các quận Higashi (khu vực không thuộc khu 4) và Hakata                                                       | 436.572         | Inoue Takahiro    |                   | LDP           |
| Khu 2  | Thành phố Fukuoka Các quận Chūō, Minami (khu vực không thuộc khu 5) và Jonan (khu vực không thuộc khu 3)                       | 456.687         | Inatomi Shūji     |                   | CDP           |
| Khu 3  | Thành phố Fukuoka Một phần quận Jonan, các quận Sawara và Nishi Thành phố Itoshima                                             | 447.385         | Koga Atsushi      |                   | LDP           |
| Khu 4  | Thành phố Fukuoka Một phần của quận Higashi Các thành phố Munakata, Koga, Fukutsu Huyện Kasuya                                 | 397.557         | Miyauchi Hideki   |                   | LDP           |
| Khu 5  | Thành phố Fukuoka Một phần của quận Minami Các thành phố Chikushino, Kasuga, Ōnojō, Dazaifu, Asakura và Nakagawa Huyện Asakura | 455.825         | Kurihara Wataru   |                   | LDP           |
| Khu 6  | Các thành phố Kurume, Ōkawa, Ogōri và Ukiha Các huyện Mitsui và Mizuma                                                         | 371.755         | Hatoyama Jirō     |                   | LDP           |
| Khu 7  | Các thành phố Ōmuta, Yanagawa, Yame, Chikugo và Miyama Huyện Yame                                                              | 282.933         | Fujimaru Satoshi  |                   | LDP           |
| Khu 8  | Các thành phố Nōgata, Iizuka, Kama, Nakama và Miyawaka Các huyện Onga, Kurate và Kaho                                          | 344.181         | Asō Tarō          |                   | LDP           |
| Khu 9  | Thành phố Kitakyūshū Các huyện Wakamatsu, Yawatahigashi, Yawatanishi và Tobata                                                 | 374.876         | Ogata Rintarō     |                   | Độc lập       |
| Khu 10 | Thành phố Kitakyushu Các huyện Moji, Kokurakita và Kokuraminami                                                                | 403.370         | Kii Takashi       |                   | CDP           |
| Khu 11 | Các thành phố Tagawa, Yukuhashi, Buzen Các huyện Tagawa, Kyoto và Chikjo                                                       | 252.612         | Murakami Monobu   |                   | Duy tân       |

| Khu   | Các khu vực bao gồm | Số lượng cử tri | Đại diện hiện tại | Đại diện hiện tại | Đảng đại diện |
| ----- | --- | --------------- | ----------------- | ----------------- | ------------- |
| Khu 1 | Thành phố Kagoshima (thuộc thẩm quyền của văn phòng chính quyền trung ương, các chi nhánh Ishiki, Yoshino, Yoshida, Matsumoto, Koriyama và Sakurajima) Huyện Kagoshima | 355.609         | Kawauchi Hiroshi  |                   | CDP           |
| Khu 2 | Thành phố Kagoshima (thuộc khu vực pháp lý chi nhánh Taniyama và Kiiri) Các thành phố Makurazaki, Amami, Ibusuki, Minamisatsuma, Minamikyūshū Huyện Ōshima             | 331.155         | Mitazono Satoshi  |                   | Độc lập       |
| Khu 3 | Các thành phố Satsumasendai, Akune, Izumi, Ichikikushikino, Hioki, Isa và Aira Các huyện Satsuma, Izumi và Aira                                                        | 313.155         | Noma Takeshi      |                   | CDP           |
| Khu 4 | Các thành phố Kirishima, Kanoya, Nishinoomote, Tarumi, Soo và Shibushi Các huyện Soo, Kimotsuki và Kumage                                                              | 319.501         | Moriyama Hiroshi  |                   | LDP           |

| Khu   | Các khu vực bao gồm | Số lượng cử tri | Đại diện hiện tại | Đại diện hiện tại | Đảng đại diện |
| ----- | --- | --------------- | ----------------- | ----------------- | ------------- |
| Khu 1 | Thành phố Kumamoto (các phường Chuo, Higashi và Kita)                                                                                          | 421.923         | Kihara Minoru     |                   | LDP           |
| Khu 2 | Bao gồm các phần của thành phố Kumamoto không thuộc Khu 1 (các phường Nishi và Minami), các thành phố Arao và Tamana, và huyện Tamana          | 311.314         | Nishino Daisuke   |                   | LDP           |
| Khu 3 | Các thành phố Yamaga, Kikuchi, Aso và Kōshi Các huyện Kikuchi, Aso và Kamimashiki                                                              | 313.997         | Sakamoto Tetsushi |                   | LDP           |
| Khu 4 | Các thành phố Yatsushiro, Hitoyoshi, Minamata, Amakusa, Uto, Kami-Amakusa và Uki Các huyện Shimomashiki, Yatsushiro, Ashikita, Kuma và Amakusa | 393.139         | Kaneko Yasushi    |                   | LDP           |

| Khu   | Các khu vực bao gồm                                                                                   | Số lượng cử tri | Đại diện hiện tại  | Đại diện hiện tại | Đảng đại diện |
| ----- | --- | --------------- | ------------------ | ----------------- | ------------- |
| Khu 1 | Thành phố Miyazaki Huyện Higashimaro                                                                  | 352.630         | Watanabe Sō        |                   | CDP           |
| Khu 2 | Các thành phố Nobeoka, Hyuga và Saito Các huyện Koyu, Higashiusuki và Nishiusuki                      | 266.489         | Etō Taku           |                   | LDP           |
| Khu 3 | Các thành phố Miyakonojo, Nichinan, Kobayashi, Kushima và Ebino Các huyện Kitamoroken và Nishimoroken | 286.489         | Furukawa Yoshihisa |                   | LDP           |

| Khu   | Các khu vực bao gồm                                                                                            | Số lượng cử tri | Đại diện hiện tại | Đại diện hiện tại | Đảng đại diện |
| ----- | --- | --------------- | ----------------- | ----------------- | ------------- |
| Khu 1 | Thành phố Nagasaki                                                                                             | 340.151         | Nishioka Hideko   |                   | DPP           |
| Khu 2 | Các thành phố Shimabara, Isahaya, Ōmura, Tsushima, Iki, Unzen và Minamishimabara Huyện Nishisonogi             | 400.352         | Katō Ryūshō       |                   | LDP           |
| Khu 3 | Các thành phố Sasebo, Hirado, Matsuura, Gotō và Saikai Các huyện Higashisonogi, Kitamatsuura và Minamimatsuura | 352.396         | Kaneko Yōzō       |                   | LDP           |

| Khu   | Các khu vực bao gồm | Số lượng cử tri | Đại diện hiện tại | Đại diện hiện tại | Đảng đại diện |
| ----- | --- | --------------- | ----------------- | ----------------- | ------------- |
| Khu 1 | Thành phố Ōita (ngoại trừ các thị trấn cũ Saganoseki và Notsuharu)                                                     | 385.756         | Kira Shūji        |                   | Độc lập       |
| Khu 2 | Phần còn lại của Thành phố Ōita Các thành phố Bungo-ōno, Hita, Saiki, Taketa, Tsukumi, Yufu và Usuki Huyện Kusu        | 259.442         | Hirose Ken        |                   | Độc lập       |
| Khu 3 | Các thành phố Beppu, Bungotakada, Kitsuki, Nakatsu, Kunisaki và Usa Các huyện Hayami, Higashikunisaki và Nishikunisaki | 296.325         | Iwaya Takeshi     |                   | LDP           |

| Khu   | Các khu vực bao gồm | Số lượng cử tri | Đại diện hiện tại | Đại diện hiện tại | Đảng đại diện |
| ----- | --- | --------------- | ----------------- | ----------------- | ------------- |
| Khu 1 | Thành phố Naha Huyện Shimajiri Các làng Tokashiki, Zamami, Aguni, Tonaki, Minamidaitō và Kitadaito Thị trấn Kumejima                           | 266.274         | Akamine Seiken    |                   | CPJ           |
| Khu 2 | Các thành phố Ginowan và Urasoe Quận Nakagami                                                                                                  | 295.852         | Arakaki Kunio     |                   | SDP           |
| Khu 3 | Các thành phố Nago, Okinawa, Uruma. Các huyện Kunigami và Shimajiri Các làng Iheya và Izena                                                    | 318.028         | Shimajiri Aiko    |                   | LDP           |
| Khu 4 | Các thành phố Miyakojima, Ishigaki, Itoman, Tomigusuku và Nanjō Các thị trấn Yonabaru, Haebaru và Yaese Các huyện Miyako, Yaeyama và Shimajiri | 298.085         | Nishime Kōsaburō  |                   | LDP           |

| Khu   | Các khu vực bao gồm | Số lượng cử tri | Đại diện hiện tại  | Đại diện hiện tại | Đảng đại diện |
| ----- | --- | --------------- | ------------------ | ----------------- | ------------- |
| Khu 1 | Các thành phố Saga, Tosu và Kanzaki Các huyện Miyaki và Kanzaki                                                                 | 332.403         | Haraguchi Kazuhiro |                   | CDP           |
| Khu 2 | Các thành phố Kashima, Ogi, Imari, Karatsu, Takeo, Ueshino và Taku Các huyện Fujitsu, Kishima, Higashimatsuura và Nishimatsuura | 344.651         | Ōgushi Hiroshi     |                   | CDP           |